# 蘇希塔哈姆雷克河
蘇希塔哈姆雷克河（羅馬化：Sukhyi Tahamlyk）是烏克蘭中部的河流，屬於塔哈姆雷克河的支流。該河發源自科羅連基夫卡，流經波爾塔瓦州的波爾塔瓦區，河口處在馬希夫卡，河道全長27公里，流域面積213平方公里。